# Jakub Zindulka
Jakub Zindulka (* 17. února 1966 Hradec Králové) je český divadelní a filmový herec, režisér, kostymér a dramatik, syn českého herce a nositele Českého lva Stanislava Zindulky.

## Životopis
Narodil se 17. února 1966 ve Hradci Králové. V Jilemnici absolvoval tamní gymnázium a poté nastoupil na Divadelní fakultu Akademie múzických umění v Praze, kterou úspěšně dokončil. Bylo mu nabídnuto vstoupit do komunistické strany, to však odmítl.
V roce 1988 se stal členem plzeňského Divadla Josefa Kajetána Tyla, ve kterém strávil téměř třicet let. Odešel z něj v roce 2016. V roce 1989 nastoupil na roční povinnou vojenskou službu. V listopadu 1989 proběhla sametová revoluce a on se dostal zpět do Divadla Josefa Kajetána Tyla, kde s ostatními kolegy hrál upravené hry vyzývající ke generální stávce. Ve stejném roce se oženil s herečkou Kateřinou Vinickou, s níž měl později dvě děti. Manželství bylo po několika letech rozvedeno.
V roce 2008 se stal ředitelem Divadla Dialog sídlícího v Plzni. Mimo hraní se zde začal věnovat dramaturgii, režii a kostymérství. Vystupoval i v jiných divadlech, mezi něž patří Činoherní klub a Divadlo U Hasičů.
Jeho nejznámější filmovou rolí se stal vodník v pohádce Princezna ze mlejna, která se o několik let později dočkala pokračování Princezna ze mlejna 2.
Otcem Jakuba Zindulky byl český herec a držitel Českého lva Stanislav Zindulka. Jeho matkou byla Milena Zindulková. Bratr Ondřej je matematik a působí na katedře matematiky Stavební fakulty ČVUT v Praze.

## Filmografie (výběr)
- Blázni a děvčátka (1989)
- Pražákům, těm je hej (1990)
- Princezna ze mlejna (1994)
- Princezna ze mlejna 2 (2000)
- Kletba bratří Grimmů (2005)
- Lidice (2011)
- Sedmero krkavců (2015)
- Decibely lásky (2016)
- Zahradnictví (2017)
- Zlatý podraz (2017)
- Poslední závod (2022)